# Vilemína Hybešová
Vilemína „Mína“ Hybešová (rozená Kratochvílová, 6. dubna 1849 Humpolec – 29. ledna 1927 Brno) byla česká podnikatelka, aktivistka ženského hnutí, spoluvydavatelka časopisu Ženský list a manželka politika Josefa Hybeše.

## Život
Narodila se v rodině Františka Kratochvíla, truhlářského mistra v Humpolci, a jeho manželky Silvestry, rozené Košařové. V roce 1888 pracovala jako kuchařka.
Provdala se za Josefa Hybeše, se kterým se seznámila v době, kdy sloužila ve Vídni. Svatba proběhla dne 9. července 1888 v kostele Nanebevzetí Panny Marie v Brně-Zábrdovicích. Aby uživila rodinu, zařídila si po příchodu do Brna niťařský krám („obchod zbožím tkaným a pleteným"). Manželova nezištná a často i naivní dobročinnost ale vedla k rozchodu manželů. Na jejím úmrtním oznámení však bylo uvedeno "vdova po senátoru Josefu Hybešovi".

## Ženský list
Podle svědectví Věry Krčkové byla Mína Hybešová v roce 1891 jednou z iniciátorek založení českého ženského časopisu Ženský list.
První číslo časopisu vyšlo 1. července 1892 a majitelkami listu byly Mína Hybešová a Terezie Toužilová. Šéfredaktory byli ale prvních sedm let muži (obvykle redaktoři spřátelených novin Rovnost). V roce 1897 byla do funkce šéfredaktorky navržena Terezie Toužilová. První ženskou šéfredaktorkou se ale stala až v roce 1899 Mína Hybešová.